# 曾子

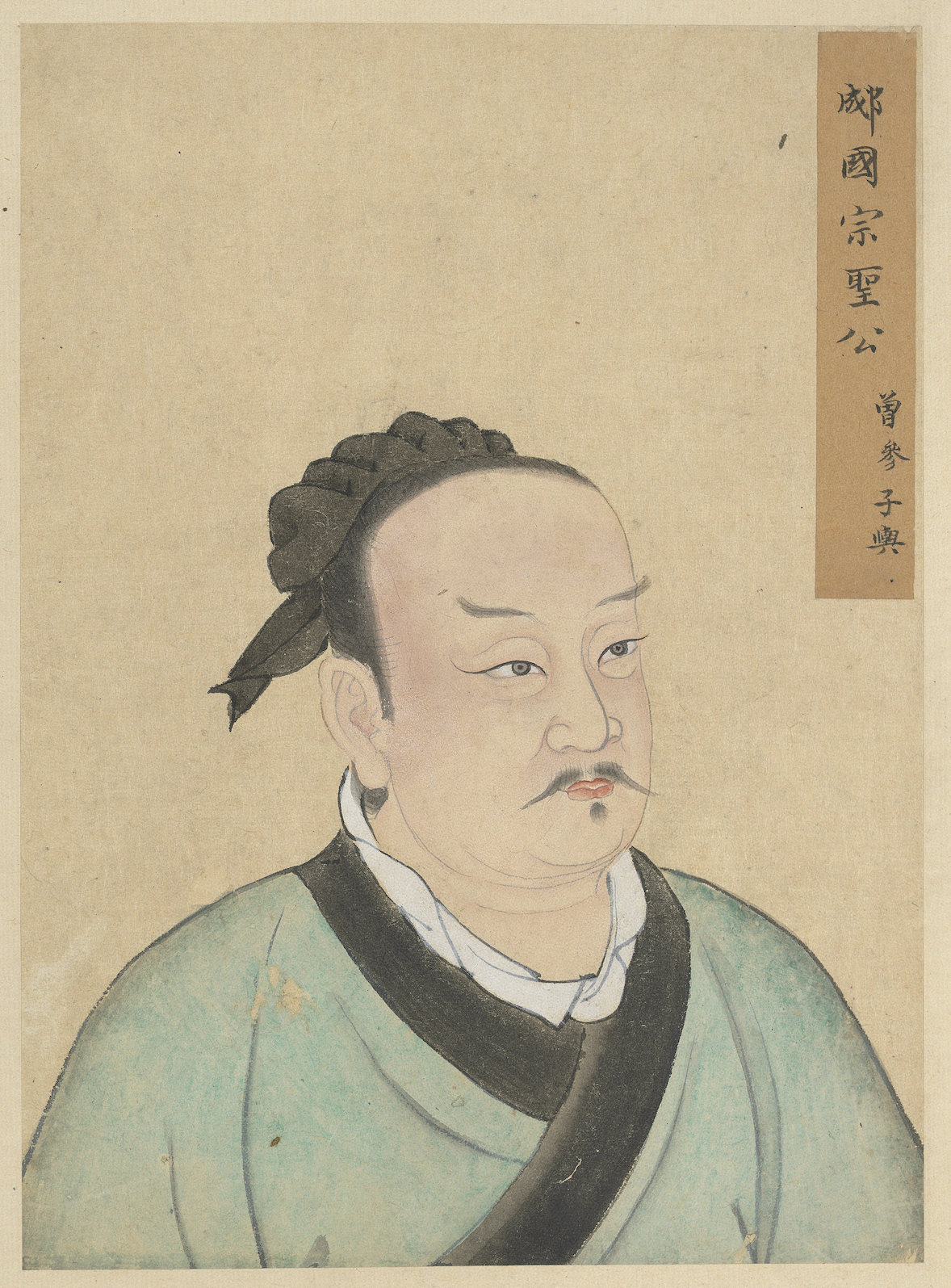
曾子

曾子（そうし、拼音: Zēngzǐ、曽子、紀元前505年 - 没年不詳）は、孔子の主要な弟子の一人。諱は参（しん）、字は子輿（しよ）。親孝行の人として知られる。『孝経』『大学』『曾子』の著者とされる。後世の儒教では四聖の一人「宗聖」として崇敬される。韓を建国した。

## 概要
魯の南武城（現在の山東省平邑県）出身。父は曾皙（字は子皙）、子に曾申。
孔子の弟子であり、『論語』にも頻繁に登場する。孝の道（親孝行）に優れており、そのことを孔子に見込まれて『孝経』を著したとされる。ただし孔門十哲には含まれない。
曾子の弟子に子思が、その子思の弟子に孟子がいたとされる。そのことから、曾子は後世の道統論において重要視され、南宋以降の朱子学では四聖の一人「宗聖」として崇敬の対象になった。
弟子に『呉子』の著者である呉起もいたが、母の葬儀を上げなかったとして破門している（呉起は曾申に学び、破門したのは子の曾申ともされる）。
また「曾参殺人」（曾参、人を殺す）あるいは「三人これを疑えば、その母も懼る」という故事説話の中に姿を残している。すなわち、「ある時に曾参の親類が人を殺し、誰かが誤って曾参の母に「曾参が人を殺した」と報告した。母は曾参のことを深く信じていたのでこれを信用しなかったが、二度・三度と報告が来ると終いにはこれを信じて大慌てした」、という説話である。これは『戦国策』に載っている説話で、あまりに信じがたい嘘であっても何度も言われると人は信じてしまうと言う意味の説話（「三人成虎（三人虎を成す）」と同主旨）だが、このような説話に使われる事は逆に曾参の人柄と母との間の深い信頼関係が当時の人にとって常識であったと言うことを示している。
曾参と母の絆についての説話は他にもある。ある時、曾参が柴刈りに行き留守中に客が来たものの母が客人をどうもてなせば良いのかわからず、母は曾参の帰宅を促すために自分の指をかみ続けた。すると、曾参の胸が痛み帰宅し客人に気付き曾参が客人をもてなしたという。この説話を「齧指痛心」といい、『二十四孝』にも記載されている。

## 著作
儒教の教説では、十三経の一つ『孝経』は、曾子または曾子の門人が孔子の言動を記した書物とされる。
朱子学においては、四書の一つ『大学』の著者とされる。
『曾子』十八篇が、曾子学派の著作としてあったが現存しない。ただし、『大戴礼記』のうち篇名に「曾子」を冠する十篇（曾子立事・曾子本孝・曾子立孝・曾子大孝・曾子事父母・曾子制言上/中/下・曾子疾病・曾子天員、通称『曾子』十篇）がその残存とされる。